# 三韓征伐
三韓征伐（さんかんせいばつ）は、仲哀天皇の后で応神天皇の母である神功皇后が、仲哀天皇の没後新羅に出兵し、朝鮮半島の広い地域（三韓）を服属下においた、日本初の対外戦争である。
『日本書紀』では新羅が降伏した後、三韓の残り二国（百済、高句麗）も相次いで日本の支配下に入ったとされるためこの名で呼ばれるが、直接の戦闘が記されているのは対新羅戦だけなので新羅征伐と言う場合もある。『古事記』では新羅と百済の服属は語られているが、高句麗の反応は記されず、「三韓」の語も現れない。吉川弘文館の『国史大辞典』では、「新羅征討説話」という名称で項目となっている。ただし、三韓とは馬韓（後の百済）・弁韓（後の任那・加羅）・辰韓（後の新羅）を示し、高句麗を含まない朝鮮半島南部のみの征服とも考えられる。

## 概要
以下、日本書紀の記載について概説する。

### 香椎宮託宣と仲哀天皇
仲哀天皇8年（199年）9月条に仲哀天皇は神功皇后とともに熊襲討伐のため儺県（ナガアガタ、現在の福岡博多）の橿日宮（現・香椎宮）を訪れる。そこで、神懸りした神功皇后から神のお告げを受けた。託宣では熊襲よりも宝のある新羅を攻めよとされた。しかし、仲哀天皇は、これを信じず、高い丘にのぼり、海を見ても、そんな国は見えないとして、なぜ欺くのかと神に問うた。神はなぜそのように誹るのか、汝はその国を得ることはできないが、汝の子がそれを成すだろうと述べた。仲哀天皇は託宣を聞かずに熊襲征伐を行うが、敗北し、撤退した。さらに翌仲哀天皇9年（200年）2月、筑紫の橿日宮で崩じた。皇后らはこれを「神の託宣を聞かなかったためだ」と嘆いた。遺体は武内宿禰により海路穴門を通って豊浦宮で殯された。『天書紀』では熊襲の矢が当たったと記されている。

### 神功皇后の新羅征討

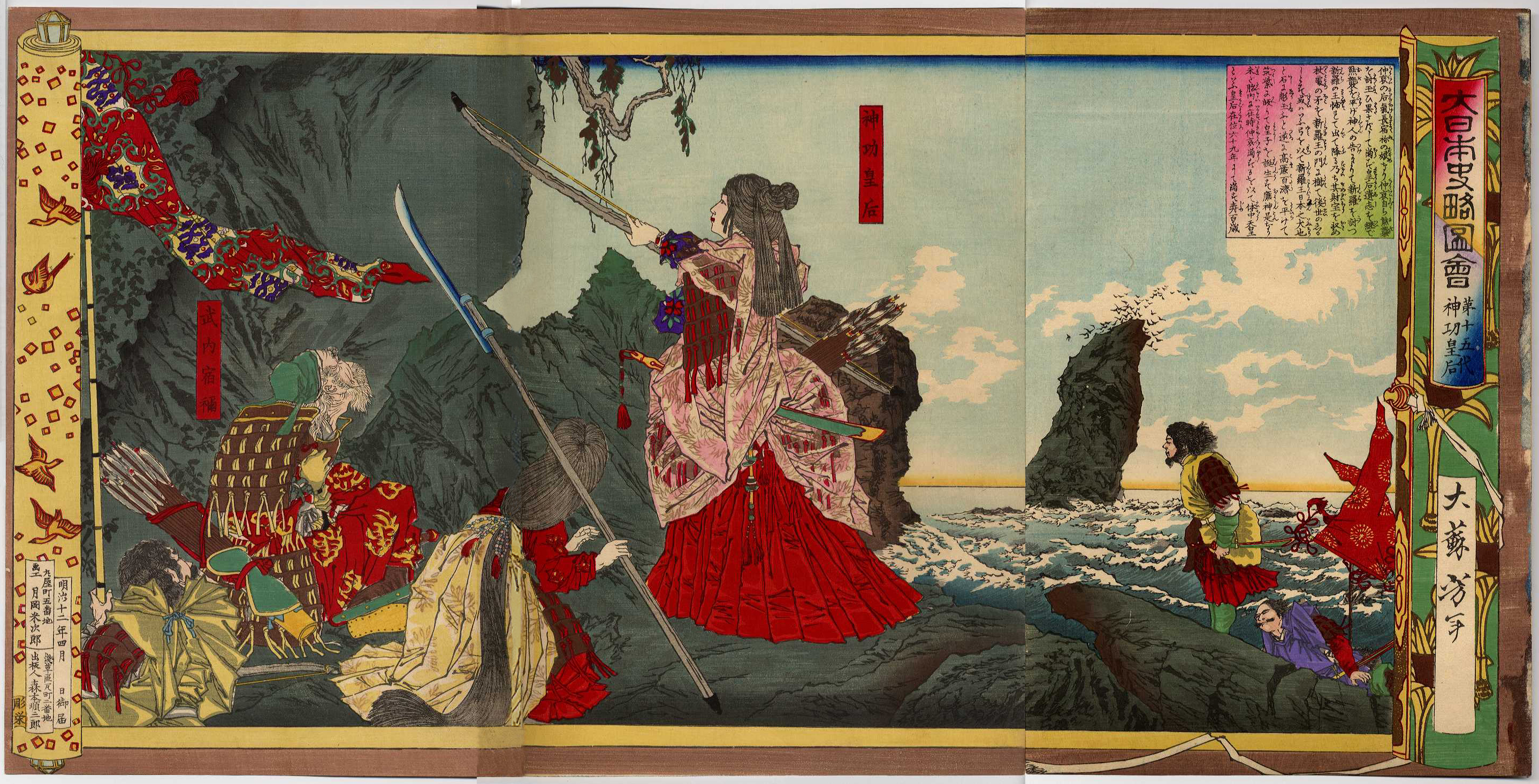
朝鮮遠征。1880年月岡芳年。

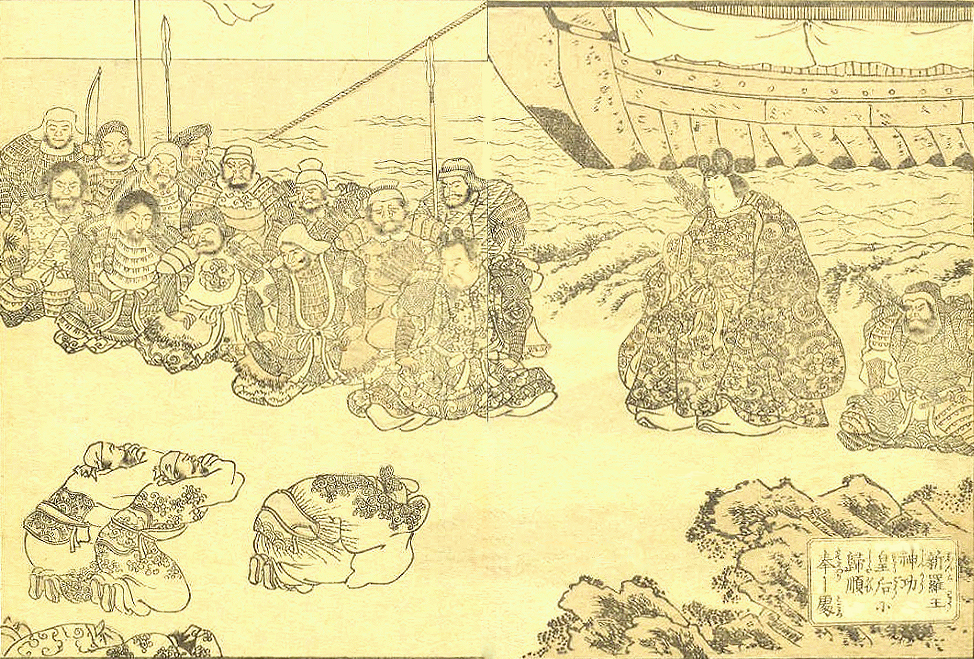
新羅王 神功皇后に帰順奉る所。1860年歌川国芳 。

夫の仲哀天皇の急死（200年）後、神功皇后が201年から269年まで政事を執り行なった。仲哀天皇9年（200年）3月1日に神功皇后は齋宮（いはひのみや）に入って自ら神主となり、まずは熊襲を討伐した。9月には大三輪の神を祀り軍を集めた。その後に住吉大神の神託で再び新羅征討の託宣が出たため、対馬の和珥津（わにつ）を出航した。お腹に子供（のちの応神天皇）を妊娠したまま海を渡って朝鮮半島に出兵して新羅の国を攻めた。新羅は戦わずして降服（降伏）して朝貢を誓い、高句麗・百済も朝貢を約したという。
渡海の際は、お腹に月延石や鎮懐石と呼ばれる石を当ててさらしを巻き、冷やすことによって出産を遅らせた。月延石は3つあったとされ、長崎県壱岐市の月讀神社、京都市西京区の月読神社、福岡県糸島市の鎮懐石八幡宮に奉納。また、播磨国風土記逸文には、播磨で採れた顔料の原料である赤土（あかに）で天の逆矛（あまのさかほこ）や軍衣などを染めたとあり、また新羅平定後、その神を紀伊の管川（つつかわ）の藤代（ふじしろ）の峯に祭ったとある。
皇后は帰国後、筑紫の宇美で応神天皇を出産し、志免でお紙目を代えた。また、新羅を鎮めた証として旗八流を対馬上県郡峰町に納めた（木坂八幡宮）。
神功皇后が三韓征伐の後に畿内に帰るとき、自分の皇子（応神天皇）には異母兄にあたる香坂皇子、忍熊皇子が畿内にて反乱を起こして戦いを挑んだが、神功皇后軍は武内宿禰や武振熊命の働きによりこれを平定したという。
以上が『古事記』・『日本書紀』に共通する伝承の骨子であり、日本書紀には、新羅に加えて高句麗・百済も服属を誓ったこと、新羅王は王子の微叱己知波珍干岐（みしこちはとりかんき）を人質にだしたことが記される。
神功皇后 摂政5年（205年または325年）3月7日に新羅王の使者として、汗礼斯伐（うれしほつ）、毛麻利叱智（もまりしち）、富羅母智（ほらもち）らが派遣され、人質として倭国に渡った微叱旱岐（みしかんき）の妻子が奴婢とされたので返還を求めるとしてきた。神功皇后はこの要求を受け入れ、見張りとして葛城襲津彦を新羅に使わすが、対馬にて新羅王の使者に騙され微叱旱岐に逃げられた。怒った襲津彦は、毛麻利叱智ら三人の使者を焼き殺し、蹈鞴津（たたらつ。釜山南の多大浦）から上陸し、草羅城（くさわらのさし。慶尚南道梁山）を攻撃して捕虜を連れ帰った。このときの捕虜は、桑原、佐備、高宮、忍海の四つの村の漢人の祖先である。

### 神功皇后46年以降
神功皇后46年以降は『百済記』が構文されている。
神功皇后46年（246年または366年）3月1日、斯麻宿禰を卓淳国に遣す。卓淳王の末錦旱岐は、百済の久氐、弥州流、莫古らが日本に朝貢したいと斯麻宿禰に伝えた。斯麻宿禰は、爾波移と卓淳人の過古を百済に遣した。百済の肖古王（近肖古王）は喜んだ。王は財宝を贈り、また蔵をみせて、これらを朝貢したいと爾波移に告げ、のち斯麻宿禰らは日本へ帰還した。翌年4月、百済は日本に朝貢した。
神功皇后49年（249年または369年）3月には神功皇后が、将軍荒田別（あらたわけ）及び鹿我別（かがわけ）を卓淳国へ派遣し、新羅を襲撃しようとするが、兵の増強が進言され、百済の将軍木羅斤資と沙沙奴跪（ささなこ）と沙白（さはく）・蓋盧（かふろ）らに合流を命じて、新羅を破った。比自㶱（ひじほ）、南加羅、㖨国（とくのくに）、安羅（あら）、多羅（たら）、卓淳、加羅の七カ国を平定した。さら西方に軍を進めて、比利（ひり）、辟中（へちゅう）、布弥支（ほむき）、半古（はんこ）の四つの邑は抵抗もなく降伏した。
神功皇后51年（251年または371年）3月、百済は久氐を派遣し、日本に朝貢した。
神功皇后52年（252年または372年）9月10日、百済王は、百済と倭国の同盟を記念して神功皇后へ七子鏡と七枝刀を献上した。

### 葛城襲津彦の新羅征討
神功皇后62年（262年または382年）、葛城襲津彦を遣わして新羅を撃たせる。
『百済記』によれば壬午(382)年、新羅は日本に朝貢しなかったため、日本は沙至比跪（さちひこ、襲津彦）を派遣し、新羅を討伐した。しかし、沙至比跪は新羅の美女に心を奪われ矛先を加羅に向け、加羅を滅ぼす。加羅国王己早岐、児白久至らは、百済に亡命する。加羅国王の妹既殿至は、大倭（やまと）の天皇に直訴すると、天皇は怒って、木羅斤資（もくらこんし）を使わし沙至比跪を攻め、加羅を戻した。また、沙至比跪は天皇の怒りが収まらないことを知ると石穴で自殺したともいう。
葛城襲津彦については、神功代以降も、次のような記録がある。
- 応神14年 百済の弓月君が誉田天皇に対し、百済の民人を連れて帰化したいけれども新羅が邪魔をして加羅から海を渡ってくることができないことを告げる。天皇は襲津彦を加羅に遣わして百済の民を連れ帰るように命令するが、3年、音沙汰もなくなった。
- 応神16年8月、天皇は平群木菟宿禰・的戸田宿禰に「襲津彦が帰ってこないのはきっと新羅が邪魔をしているのに違いない、加羅に赴いて襲津彦を助けろ」といって、加羅に兵を派遣した。新羅の王はその軍勢に怖じけづいて逃げ帰った。そして襲津彦はやっと弓月氏の民を連れて帰国した。
- 仁徳天皇41年3月、紀角宿禰に無礼をはたらいた百済王族の酒君（さけのきみ）を、百済王が襲津彦を使って天皇のところへ連行させる。

以上の記述において日本書紀の紀年を記載したが、日本書紀の紀年論にみられるごとく年代はいまだ確定していない。そのため、神功皇后の活躍、三韓征伐のあった年代および、その史実の妥当性についての研究が続いている。
紀年については、『日本書紀』は百済三書の一つ『百済記』を参照または編入している。百済記の年月は干支で記しているので60年で一周するが、『日本書紀』の編者は日本の歴史の一部を2周（2運=120年）繰り上げて書いているとされており、百済記もそれに合わせて引用されているので、当該部分の記述も実年代とは120年ずれていると考えられる。また、百済記は早くから暦を導入しており、紀年は正確とみられている。いずれにせよ、紀年にみる神功皇后の生涯（成務天皇40年 - 神功皇后69年4月17日）は歴史的遺物である好太王碑および百済記」の記載とは80年ないし120年差がある。
井上光貞によれば、日本書紀の編纂者は神功皇后を魏志倭人伝にあらわれる三世紀に実在されたとする卑弥呼に比定するために、干支を2回繰り上げたとしている。

### その他の記録
『続日本紀』には、来新羅使（752年6月）の前で神功皇后説話を聞かせて立腹させたという記事もある。
『先代旧事本紀』には、新羅に攻め入るとき神功皇后の他に妹のトヨヒメが登場し、女性であるにもかかわらず鎧をまとっている様を、新羅人が嘲笑った様子が描かれている。

#### 八幡愚童訓
13世紀末から14世紀初頭に成立した八幡神の縁起書である八幡愚童訓甲本には、
| 皇后、新羅・百済・高麗三箇ノ大国ヲ女人ノ為御身、纔以小勢不経日数不廻時尅責靡テ、御帰朝アリシ勇々シサハ、戒日大王ノ五竺ヲ随ヘ、秦ノ始皇帝ノ 六国ヲ滅シ、越王ノ夫差ヲ討ジテ会稽ノ恥ヲ雪シヨリモ勝タリ。異国ニ向シ士率ハ旧 里ニ帰ル悦アリ。此土ニ残ル人臣ハ本主ヲ得タル勇アリ。異国ノ合戦ニ討勝事ハ雖毎度事也、敵国帰伏シテ日本ノ犬ト成リ、奉備年貢事、皇后ノ外ハ御坐サズ |

とあり、新羅・百済・高麗の「三箇ノ大国」として記されている。

#### 太平記
南北朝末期の『太平記』巻三十九「神功皇后攻新羅給事（しらぎをせめたまうこと）」では、『八幡愚童訓』と同じように神の加護で新羅征討をなしとげたとあるが「三韓の夷（えびす）」という語が新たに登場し、その三韓は同時代の高麗と理解されている。

## 各国史書による関連記録
倭国が新羅をはじめ朝鮮半島に侵攻した記録は、朝鮮の史書『三国史記』新羅本紀や高句麗における広開土王碑文などにも記されており、2011年には新羅が倭の朝貢国であったと記されている梁職貢図が新たに発見されている。

### 「三韓」および新羅について
新羅は紀元前2世紀末から4世紀にかけて存在した辰韓の後継国家とされる。辰韓は馬韓、弁韓とあわせて三韓とよばれる。なお『日本書紀』および唐では、百済、新羅、高麗（高句麗）の三国を三韓と呼ぶ。
辰韓は秦韓とも呼ばれ、中国の秦朝の労役から逃亡してきた秦人の国といい、言語も秦人（中国人）に類似していたといわれる（『晋書』辰韓伝および『北史』新羅伝）。従って、辰韓（秦韓）の民は、中国からの移民とされるが、中国政府系の研究機関中国社会科学院は、辰韓を中国の秦の亡命者が樹立した政権で、中国の藩属国として唐が管轄権を持っていたとしており、議論になっている。

### 概史・年表
以下、各国史書に基づき、三韓征伐に関する、新羅、倭国、百済ほかの歴史を概説する。なお、年代は計算によっても異なるので、三韓征伐を現時点で特定できない以上、新羅と倭国はじめ関係諸国の史書における記録を網羅する。
- 新羅初代王赫居世居西干の時代（在位:紀元前57年 - 紀元後4年）
  - 紀元前50年、倭人が侵攻してくるが、赫居世王の説得に応じて倭軍は撤退する。また重臣に、もとは倭人の瓠公がいた[17]。
- 2代王南解次次雄の時代（在位:4年 - 24年）
  - 14年には倭人が兵船100艘余りで攻め寄せ、海岸の民家を略奪した[17]。これに対して六部の精兵を派遣したところ、手薄になった首都を楽浪軍に攻められた。しかし、流星が楽浪軍の陣に落ちたため、彼らは恐れて引き上げたという。さらに六部の兵を送って追撃させたが、賊軍が多いので追撃は中止となった[17]。
- 第4代新羅王の脱解尼師今の時代（在位57年-80年）
  - 脱解尼師今は倭国から東北一千里の多婆那国の王の子といわれ[17]、この多婆那国は日本列島の丹波国に比定される事が多い[19]。脱解尼師今の出身氏族である昔氏は倭国と交易していた倭人の氏族とされる[20]。
  - 73年、倭人が木出島(慶尚南道蔚山広域市の目島[21]に進入してきたので、角干（1等官の伊伐飡の別名）の羽烏（うう）を派遣したが敗れ、羽烏は戦死した[17]。
  - 77年には伽耶と戦って大勝した阿飡（6等官）の吉門を波珍飡（4等官）に引き上げた[17]。
- 第5代新羅王の婆娑尼師今の時代（在位80年-112年）
  - 倭国に服属した新羅王（波沙寐錦、はさむきむ）のことを指すともいわれる[注 7]。また、414年に建てられた広開土王碑の第三面二行に「新羅寐錦」とあり、中原高句麗碑では、高句麗を「大王」、新羅王を「東夷之寐錦」としていることから、「寐錦」は、新羅の固有の君主号ともいう[22]。法興王11年（524年）の建立とされる蔚珍鳳坪碑に法興王は「寐錦王」として現れている。また、同時に連なっている高官に「葛文王」の表記が見られることから、6世紀初頭当時の新羅が絶対的な「王」による一元的な王権の支配下にあったわけではなく、寐錦王と葛文王という二つの権力の並存であったとする説もある[23]。なお、法興王の前代の智証麻立干（500-514年）の時代に国号を新羅、君主号を王に定めた[17]。
- 第6代新羅王の祇摩尼師今の時代（在位:112年 - 134年）
  - 121年2月に大甑山城（釜山広域市東莱区）を築いた。同年4月に倭人が東部海岸に侵入した[17]。
  - 翌年123年3月に倭国と講和した[17]。
- 第8代新羅王の阿達羅尼師今の時代（在位:154年 - 184年）
  - 158年、倭人が来訪する[17]。
  - 173年5月、倭の女王卑彌乎が新羅に使者を送る[17]。しかしこれは、『三国志』東夷伝倭人条からの造作で、かつ干支を一運遡らせたとする説もある[24]。
- 第9代新羅王の伐休尼師今の時代（在位:184年 - 196年）
  - 193年6月には倭人が飢饉に見舞われ、食を求めて1千余人が新羅に流入した[17]。
- 第10代王奈解尼師今の時代（在位:196年 - 230年）
  - 200年（仲哀天皇9年）天皇崩御後、応神天皇を身籠っていた神功皇后は対馬より半島に至り、新羅王都に到る。新羅王の波沙寐綿は抵抗することなく降伏し、微叱己知波珍干岐を人質に出し、「馬飼部」となることを宣言し、毎年の男女を貢ぐと誓約した[18]。なお、古事記は仲哀天皇崩御を362年とする。
  - 205年（神功皇后摂政5年）人質の微叱旱岐が新羅に逃げ帰った[18]。
  - 208年夏4月、倭人が国境を侵す[17]。奈解王は将軍昔利音に反撃させた。
- 第11代王助賁尼師今の時代（在位:230年 - 247年）
  - 232年4月に倭人が首都金城に攻め入った[17]。王も出陣して倭人を壊滅させ、騎馬隊を派遣して首級1千をあげた。
  - 233年5月、倭人が東部国境に侵入[17]。同7月、将軍の昔于老が沙道で倭軍を撃退、倭人の兵船を焼き払う。
- 第12代王沾解尼師今の時代（在位:247年 - 261年）
  - 249年夏4月、倭人が昔于老を殺害[17]。
  - 249年（神功皇后摂政49年）、荒田別・鹿我別を派遣し、百済の木羅斤資らと共に新羅を破る[18]。
- 第13代王味鄒尼師今の時代（在位:262年 - 284年）
  - 262年（神功皇后摂政62年）、新羅が朝貢しなかったので葛城襲津彦を派遣して討たせた[18]。
  - 272年（応神天皇3年）、百済の辰斯王が天皇に礼を失したので、紀角宿禰・羽田矢代宿禰・蘇我石川宿禰・平群木菟宿禰が遣わされ、その無礼を責めた。これに対して百済は辰斯王を殺して謝罪した。そして紀角宿禰らは阿花王を立てて帰国した[18]。
  - 277年（応神天皇8年）、百済の阿花王は王子の直支（とき）を人質として日本に送った[18]。
  - 283年（応神天皇14年）、弓月君が百済から来て、天皇に奏上した。「私の国の百二十県の民が帰化を求めていますが、新羅人が阻むため、みな加羅国に留まっています。」天皇は葛城襲津彦を遣わして、加羅国の弓月の民を召したが、三年を経ても襲津彦は帰らなかった[18]。
- 第14代の王儒礼尼師今の時代（在位:284年 - 298年）
  - 285年（応神天皇16年）、天皇は平群木菟宿禰（へぐりのつくのすくね）、的戸田宿禰（いくはのとだのすくね）を加羅に遣わした。天皇は精兵を授けて、「襲津彦が帰らないのは、きっと新羅が邪魔をしているからだ。お前達は速やかに赴いて新羅を撃ちその道を開け。」と命じた。木菟宿禰らは精兵を進めて新羅の国境に臨んだ。新羅王は恐れて、その罪に服した。二人は弓月の民を率いて襲津彦と共に倭国に帰ってきた[25][注 8][18]。
  - 285年（応神天皇16年）、百済の阿花王が薨去した。日本に人質として滞在していた直支が帰国して王となった[18]。
  - 287年4月、倭人が一礼部[注 9]に来たり、集落に放火し、1千人を捕虜にして立ち去った[17]。
  - 292年、倭兵が沙道城（慶尚北道浦項市）を陥落させようとしたので一吉飡の大谷に命じて救援させたが、倭軍が攻略した[17]。
  - 294年、倭兵が長峯城を攻略した[17]。また、沙道城を改築して沙伐州（慶尚北道尚州市）の有力な80余家を移住させ、倭に備えたという。
  - 297年、伊西国[注 10]に攻められ首都金城（慶州市）を包囲されるが、竹葉軍の助力で防衛に成功した[17]。
  - 297年（応神天皇28年）、高句麗王が遣使し朝貢した。その上表文に「高麗王教日本國也」とあった。太子の菟道稚郎子は無礼を怒り、高句麗の使者を責め、表を破った[18]。
- 第15代の王基臨尼師今の時代（在位:298年 - 310年）
  - 300年1月、倭国と使者を交わした[17]。
  - 307年、国号を新羅に戻した[注 11]。
- 第16代の王訖解尼師今の時代（在位:310年 - 356年）
  - 312年、倭国王が王子の通婚を要求[17]。王子ではないが、阿飡（6等官）の急利[注 12]の娘を嫁として送った[17]。
  - 323年（仁徳天皇11年）、新羅が朝貢に参じる[18]。
  - 329年（仁徳天皇17年）、新羅が朝貢を怠る。9月、砥田宿禰と賢遺臣を派遣して詰問すると、新羅は貢納を果たした[18]。
  - 344年、倭国は再び通婚を要求。しかし、新羅側は娘は嫁に行ったとして断った[17]。
  - 345年、倭国は怒り、国書を送って国交断絶[17]。
  - 346年、倭国は風島を襲撃し、さらに進撃して首都金城を包囲攻撃した[17]。訖解尼師今は出撃しようとしたが、伊伐飡の康正の進言によって倭軍の疲弊するのを待ち、食料が尽きて退却する倭軍を追撃して敗走させたとする[27]。
  - 353年（仁徳天皇41年）、天皇の命で紀角宿禰が百済に遣わされ、初めて国郡の境を分けて郷土の産物を記録した。その際、百済王同族の酒君に無礼があったので紀角宿禰が叱責すると、百済王はかしこまり、鉄鎖で酒君を縛り葛城襲津彦に従わせて日本に送った[18]。
- 新羅17代王奈勿尼師今の時代（在位:356年 - 402年）
  - 356年、奈勿尼師今が即位。新羅の実質上の建国年とも。
  - 364年4月、倭軍が侵入[17]。数千体の草人形に服を着せて兵器を持たせて吐含山（標高746m）の麓に並べ、1千人を斧峴（慶州市南東部？）の東に伏兵としておき、倭軍に不意討ちをかけて撃退したとする[28]。
  - 365年（仁徳天皇53年）5月、新羅が朝貢を怠ったため竹葉瀬・田道を派遣し征伐。率いる兵が少ないため砦へ篭って防戦に努めていたが、新羅軍の虚を突いて壊滅させ、四つの村の民を捕虜として連れ帰る[18]。
  - 391年（辛卯年）倭が海を渡って百済（百残）・加羅（二字不明で異説あり）・新羅を破り、倭国の臣民となした[29]。
  - 392年正月に高句麗は新羅に使者を送ってきた。新羅は高句麗を恐れ、王族の伊飡（2等官）大西知の子の実聖（後の実聖尼師今）を人質として差し出した[17]。秋7月、高句麗王好太王が4万の兵で百済北の国境を攻め、石峴など10余りの城を落とした。冬10月、高句麗は百済の関彌城を落とした。百済の辰斯王が11月、狗原の行宮にて死去した[30]。
  - 393年5月に倭軍が侵入し首都金城（慶州市）を包囲されたが、倭軍の退却中に騎兵200を送って退路を塞ぎ、歩兵1千を送って独山（慶尚北道慶州市）付近で挟撃させ、倭軍を大敗させた[17]。
  - 397年、百済の阿莘王は王子腆支を人質として倭に差し出し服属した（『三国史記』百済本紀）。
  - 399年（永楽9年）、百済は高句麗との誓いを破って倭と和通したため[29]、高句麗王は百済を討つため平壌に侵攻した。同じ頃、新羅は倭軍が国境を越えて城を攻略し民を奴客となし、首都を囲んでいるため、高句麗に救援を求めた。新羅の長が自ら使者として高句麗王に拝謁し「多くの倭人が新羅に侵入して城を落とし首都を囲んでいる」と窮状を訴え、高句麗の臣下になる事を願い出たので、大王は救援することにした[29]。
  - 400年（永楽10年）、高句麗は倭の侵攻を受けていた新羅に歩騎五万を派遣し、新羅を救援する[29]。このとき新羅の首都は倭軍の侵攻を受けていたが、高句麗軍が迫ると、倭軍は任那・加羅まで後退を始め高句麗軍は後を追った[29]。ところが、倭傘下の安羅軍などが逆を突いて、新羅の首都を占領した[29]。
- 新羅18代王実聖尼師今の時代（在位:402年 - 417年）
  - 402年、三月、新羅が倭国と通好し、新羅は奈勿尼師今の子、未斯欣を人質として倭に送った[17]。
  - 404年（永楽14年）、帯方界で倭軍の攻撃を受けるが高句麗は撃退した[29]。
  - 405年、倭兵が明活城を攻める[17]。
  - 405年、百済の阿莘王が薨去し、倭国の人質になっていた腆支が帰国して即位した（『三国史記』百済本紀）。
  - 407年、春3月、倭人が東辺を侵し、夏6月にまた南辺を攻める[17]。
- 新羅19代王訥祇麻立干の時代（在位:417年 - 458年）
  - 418年、人質の未斯欣が倭国から逃げ帰った[17]。

#### 倭新羅任那加羅秦韓慕韓六国諸軍事
413年から478年まで、倭国の倭の五王は、東晋と宋に朝貢し、朝鮮半島南部での倭国の支配権の国際的承認を求めた。438年までに倭王讃を継承した弟の珍は「使持節、都督倭・百済・新羅・任那・秦韓・慕韓六国諸軍事安東大将軍倭国王」を自称し、同年4月に宋の文帝は珍を「安東将軍倭国王」とした。
451年、倭国王済は宋の文帝から「使持節、都督倭・新羅・任那・加羅・秦韓・慕韓六国諸軍事」を加号された。478年、済の後を継いだ子の興が没し王と成っていた興の弟の武は、宋の順帝から「使持節、都督倭・新羅・任那・加羅・秦韓・慕韓六国諸軍事、安東大将軍倭王」に叙任された。武は百済も加えた七国諸軍事の都督を自称したが認められなかった。高句麗に関しては自称もしていない。

## その他の史料との関連
4世紀の倭の朝鮮半島進出は、広開土王碑・七支刀などの考古物や中国朝鮮の文献など、全く別の史料によって実証されており研究がすすめられている。
4世紀後期頃から倭国（ヤマト王権）が朝鮮半島南部へ進出したことを示す文献史料・考古史料は少なからず残されているため、三韓征伐神話を根拠として用いずとも4世紀後半以降の倭の朝鮮半島進出は史実として立証されている。

### 中国・朝鮮の史書との関連
中国史書（『宋書』など）の記述は、倭国が朝鮮半島南部の小国家群に対して支配力を及ぼしていた傍証であり、朝鮮側の史書『三国史記』からも度重なる倭の侵攻や新羅や百済が倭に王子を人質に差し出していたことが知られる（倭・倭人関連の朝鮮文献）。また、韓国南部の旧加羅（任那）地域の前方後円墳の発掘で倭国産の遺物が出ていることも証拠の1つとなる。
『三国史記』『三国遺事』といった朝鮮側の史料には、「オキナガタラシヒメあるいは倭女王の来襲（『三国史記』には卑弥呼の遣使は記載されている）」という記述は見られない。ただし、『三国史記』には新羅に倭兵が攻め込んだという記事が頻出するため、記紀に伝わる新羅征伐の伝承それ自体は、格別不審な伝承ではない。また『日本書紀』にある新羅王子の人質の件に関しては、5世紀初頭の、王子未斯欣の人質と、新羅王の部下朴堤上による王子奪還（王子は新羅に逃れたが朴堤上は倭国側によって処刑された）事件と合致することが指摘されている。

### 広開土王碑
広開土王碑文には、4世紀末に倭が朝鮮半島に進出して百済や新羅を臣従させ、高句麗と激しく戦ったことが、高句麗側の視点から記録されている。
李進熙は、1972年に好太王碑改竄説を主張し、広開土王碑碑文は大日本帝国陸軍が大日本帝国の半島進出を正当化するために碑に手を加え改竄したとしたが、2005年（平成17年）6月23日に墨本が中国で発見され、さらに2006年（平成18年）4月には中国社会科学院の徐建新により、1881年（明治14年）に作成された現存最古の拓本と酒匂本とが完全に一致していることが発表され、これにより改竄・捏造説は完全に否定された。

### 七支刀
神功52（252または372）年9月10日、百済王は、百済と倭国の同盟（済倭同盟）を記念して神功皇后へ七子鏡と七支刀を贈った。
なお、七支刀に彫られた「泰■四年」を太和4年とする説がある。この場合、東晋の太和4年とされる。但し、この場合には泰の文字と太の文字が異なるために疑問視する声もある。
また七支刀に彫られた「泰■四年」を西晋の泰始4年（268年）もしくは宋の泰始4年（468年）だという説もあり、こちらは泰の文字が合致するのでこちらを主張する学者も存在する。
山尾幸久は、裏面では百済王が東晋皇帝を奉じていることから、369年に東晋の朝廷工房で造られた原七支刀があり、百済が372年正月に東晋に朝貢して、同年6月には東晋から百済王に原七支刀が下賜されると、百済では同年にこれを模造して倭王に贈ったと解釈している。また、当時の東晋では、道教が流行しており、七支刀の形態と、その百兵を避けることができるとする呪術力の思想があったとする。浜田耕策は百済王が原七支刀を複製して、刀を倭王に贈るという外交は、当時、百済が高句麗と軍事対立にあったため、まず東晋と冊封関係を結び、次いで倭国と友好関係を構築するためだったとしている。

### 職貢図
2011年に発見された梁の『梁職貢図』には、新羅が「あるときは韓に属し、あるときは倭に属した」と、新羅が倭の属国であったと記されている。『梁職貢図』は、後に元帝（孝元皇帝）として即位する蕭繹が、荊州刺史を務めていた526年から539年までの間に作成されたとされ、新羅が倭国に属していた時期は、これより前の年代になる。なお、蕭繹は、梁に朝貢する諸国の外国使節の風貌を荊州や梁の首都建康（現在の南京市）で調査し、また裴子野（469年～530年没）の方国使図を参考にした。

| 斯羅國，本東夷辰韓之小國也。魏時曰新羅，宋時曰斯羅，其實一也。或屬韓或屬倭，國王不能自通使聘。普通二年，其王名募秦，始使隨百濟奉表献方物。其國有城，號曰健年。其俗與高麗相類。無文字，刻木為範，言語待百濟而後通焉 | 斯羅國は元は東夷の辰韓の小国。魏の時代では新羅といい、劉宋の時代には斯羅というが同一の国である。あるとき韓に属し、あるときは倭に属したため国王は使者を派遣できなかった。普通2年（521年）に募秦王（法興王）が百済に随伴して初めて朝貢した。斯羅国には健年城という城があり、習俗は高麗（高句麗）と類似し文字はなく木を刻んで範とした（木簡）。百済の通訳で梁と会話を行った。 |

## 関連史蹟・神社・関連伝承
神功皇后による三韓征伐に関する神社、史蹟、関連伝承は、多数ある。
- 香椎宮
- 恩智神社
- 牛窓神社

### 住吉神社・住吉大社
- 住吉神社 - 福岡県福岡市博多区住吉。筑前国一宮。
- 住吉大社 - 大阪府大阪市住吉区住吉。摂津国一宮。神功皇后が三韓征伐より七道の浜（現在の大阪府堺市堺区七道、南海本線七道駅一帯）に帰還した時、神託により天火明命の流れを汲む一族で摂津国住吉郡の豪族の田裳見宿禰が、住吉三神を祀ったのに始まる。その後、神功皇后も祭られる。応神天皇の頃から、田裳見宿禰の子の津守豊吾団（つもりのとよあだ、つもりのとよのごだん）を祖とする津守氏が宮司氏族を務める。
- 住吉神社 - 壱岐市芦辺町住吉東触。住吉大神の守護によって三韓征伐を為し遂げた神功皇后が、その帰途現在の壱岐市郷ノ浦町大浦触に上陸して三神を祀ったのに始まる。

### 対馬
- 海神神社 - もとは「木坂八幡宮」と呼ばれていた。
- 厳原八幡宮神社 - 社伝によれば、神功皇后が三韓征伐からの帰途、対馬の清水山に行啓し、この山は神霊が宿る山であるとして山頂に磐境を設け、神鏡と幣帛を置いて天神地祇を祀った。

### 壱岐
- 聖母宮 - 壱岐市勝本町勝本浦。三韓征伐の折、壱岐で風待ちをした時に行宮を建てたのが起源とされる。
- 勝本 - 三韓征伐への出港時に良い風が吹いたので当地を風本と名付け、凱旋の際に勝利を祝して勝本に改めたとされる。
- 湯ノ本温泉 - 壱岐市勝本町湯本浦。三韓征伐の帰路、神功皇后が応神天皇を出産した際に産湯をつかわせたとされる。
- 爾自神社 - 壱岐市郷ノ浦町有安触。三韓征伐の折、勝本浦で風待ちをしていたが追い風が吹かず、神功皇后が爾自神社で祈願をすると石が割れ東風が吹き始め出航が可能になったと言う東風石（こちいし）が有る。
- 八幡神社 - 壱岐市勝本町本宮西触。神功皇后が三韓征伐の際に出産を遅らせる為に利用したとされる、鎮懐石が奉納されている。
- 錦浜 - 壱岐市石田町筒城東触。神功皇后が三韓征伐の際に、逆風に遭い壱岐に引き返した時に衣服が濡れていた為ここで乾かしたとされる。
- 赤瀬鼻 - 壱岐市芦辺町箱崎諸津触。三韓征伐の帰路、神功皇后がここで応神天皇を出産しその血で岩が赤く染まったとされる。

### 福岡県
- 若松恵比寿神社 - 北九州市若松区浜町。
- 岡田宮 - 北九州市八幡西区岡田町。
- 高倉神社 - 福岡県遠賀郡岡垣町高倉
- 笠松神社 - 福岡県宮若市下有木
- 山口八幡宮 - 福岡県宮若市山口
- 大己貴神社 - 福岡県朝倉郡筑前町弥永
- 宮地嶽神社 - 福岡県福津市宮司
- 織幡神社 - 福岡県宗像市鐘崎
- 鏡山大神社 - 福岡県田川郡香春町高野
- 志賀島 - 神功伝説に関する史蹟が多数ある。
- 小戸大神宮 - 福岡県福岡市西区小戸
- 警固神社 - 福岡県福岡市中央区天神
- 能古島
- 宇美八幡宮
- 鎮懐石八幡宮 - 福岡県糸島郡二丈町深江。
- 稲築八幡宮 - 福岡県嘉麻市漆生。
- 叶嶽神社 - 福岡県福岡市西区今宿上ノ原
- 染井神社 - 福岡県糸島市大門672
- 染井の井戸 - 福岡県糸島市大門692

### 佐賀県
- 神集島 - 佐賀県唐津市神集島。神々を集めて軍議を行った地とされる。住吉神社

がある。
- 加唐島 - 佐賀県唐津市加唐島。帯祝いを行った「オビヤの浦」という地名がある。
- 鏡神社 - 佐賀県唐津市鏡。戦勝を祈願し鏡を祀った。
- 玉島川 - 佐賀県唐津市南山。釣り占いを行い鮎を吊り上げた。その地には玉島神社が建立されている。
- 唐津神社 - 唐津市南城内。新羅出兵からの帰還に際し、神功皇后が現在の西の浜に鏡を捧げて住吉神を祀った。秋にご神幸祭の唐津くんちが行われる。
- 武雄温泉 - 佐賀県武雄市。凱旋の途、大刀の柄で岩を突き刺したところ湯がわき出たとの伝承がある。
- 嬉野温泉 - 佐賀県嬉野市。征西からの帰途、傷を負った白鶴が湯浴みをしたところ、再び元気に去っていくのを見て「あな、うれしや」と述べたのが転訛して嬉野になったとされる。

### 兵庫県
- 宇須伎津（うすきつ） - 兵庫県揖保郡石海里。播磨国風土記に記載。
- 宇須川 - 神功皇后が船を発着させたという伝承。播磨国風土記に記載。
- 御津（みつ）[45] - 神功皇后が船を発着させたという伝承。播磨国風土記に記載。
- 萩原の里 - 神功皇后が船を発着させたという伝承。播磨国風土記に記載。
- 言挙阜（ことあげのおか） - 兵庫県揖保郡太田の里。播磨国風土記に記載。
- 麻生山 - 兵庫県揖保郡。播磨鑑、麻生神社略々縁起、智恵袋などに記載される地名伝承。
- 印鐸大明神 - 兵庫県揖保郡八方山
- 伊和神社

#### 明田新羅神社
- 新羅神社 - 兵庫県姫路市四郷町明田（あけだ）にある。由緒には、神功皇后が凱陣を祝い、征討国の一である新羅の名をとったとある[46]。また異説には、「皇后御帰陣の時、異国の王子をここに預かり置き給ひ後、その王子を祭る」とある[47]。また、『飾磨郡誌』には、「皇后御帰陣の時、新羅から連れ帰った人々をこの地に止め、食するため、葦原を与えその地を開いて食田とし、中央に社をたて、皇后を祭った」とある[48]。祭神は、神功皇后、応神天皇、足仲彦命。拝殿には三韓征伐が刻まれた瓦がある。

#### 鶏足寺と『峯相記』伝承
『峯相記』によれば、鶏足寺は、峯相山にかつあった寺院で、皇后の連れ帰った新羅の王子が開創したと伝わる。伝承によれば、「皇后が新羅の王子を連れ帰ることにした。王子は皇后に渡海を無事に終えて日域（日本のこと）に着けば、伽藍を建てたいと願い出たが、仏法の是非のわからない皇后は明答しなかった。皇后は帰国後、西域の不安に備えて副将軍の男貴尊を播磨にとどめおき、王子を預けた。その後、王子は、峯相山に草庵をつくって、千手陀羅尼を唱えた」とある。この副将軍男貴尊とは、播磨国一宮である伊和大明神の祭神オホナムチ（大国主）を指すとされる。また、この『峯相記』伝承における仏教伝来と神功皇后伝承との関連について、神功皇后が戦利品として新羅の仏教を持ち帰ったとする見方もある。この新羅王子については、日本書紀に記載される微叱己知波珍干岐（みしこちはとりかんき）やアメノヒボコとの関連が指摘されているが、この伝承の形成にあたっては宋代の988年に賛寧によって編纂された『宋高僧伝』での新羅王族出身の僧侶の伝記が取り入れられたともされる。

## 解釈・研究史
720年に完成した『日本書紀』には「三韓征伐」によって朝鮮は日本の従属国に入ったと記録されている。『日本書紀』の記述は、江戸時代に入ると国学研究の中で三韓征伐、およびそれを大義名分の一つとした文禄・慶長の役を肯定的にとらえる論説（山鹿素行『武家事紀』など）がある。
戦前戦中を通じて、小学校で配布された国定教科書などで三韓征伐は史実として教育された。
津田左右吉は実証的歴史学の観点から、記紀を研究したが、1939年（昭和14年）に津田が『記紀』における神話の人物や古代天皇、聖徳太子関連記述についてその実在性を含めて批判的に考察したことについて、蓑田胸喜・三井甲之らが不敬罪として攻撃した。政府は、1940年（昭和15年）2月10日に『古事記及び日本書紀の研究』『神代史の研究』『日本上代史研究』『上代日本の社会及思想』の4冊を発禁処分にした。同年に文部省の要求で早稲田大学教授も辞職させられた。津田と出版元の岩波茂雄は出版法違反で起訴され、1942年（昭和17年）5月に禁錮3ヶ月、岩波は2ヶ月、ともに執行猶予2年の判決を受けた。津田は控訴したが、1944年（昭和19年）に時効により免訴となった。
戦後史学はマルクス主義の影響を受けた唯物史観の擡頭により、戦前戦中の皇国史観は排除され、津田による説話論も見直され、神功皇后の存在は後世に再構成されたものとされた。

### 津田左右吉と新羅征討説話論
津田左右吉は1948年に刊行された『日本古典の研究』において、新羅征討を中心とする神功皇后についての記紀の記載を、後世になって添加されたものが多く、日本が新羅を一時圧服したのは事実ではあるが、神功皇后伝説自体は「事実の記録または伝説口碑から出たものではなく、よほど後になって、恐らくは新羅征討の真の事情が忘れられた頃に、物語として構想せられたもの」としたうえで、伝説の成立時期を6世紀の継体朝や欽明朝とした。

### 直木孝次郎による再検討
直木孝次郎は津田の分析を継承して、昭和34（1959）年4月に「神功皇后伝説の成立」を『歴史評論』に104号に発表した。
直木は、4世紀末に倭国が新羅を攻撃した歴史的事実と、神功皇后による新羅征討の伝承が一致することや、また津田の継体朝や欽明朝成立説では説明できないことが少なからず存在することを指摘したうえで、6世紀以降、特に推古天皇以降の史実との関係が深いことから、この頃に伝承が形成されたとしている。
高句麗の戦争伝承との関連
直木は、応神天皇期に大和政権が新羅を圧倒したことは事実また定説であり、神功皇后伝説と史実が無関係と論ずることはできないが、新羅征伐の記事に高句麗との戦争が記載されていないことに着目して、次のように考察した。倭国が高句麗と戦争したことは広開土王碑文などから史実であるが、だとすれば、記紀における新羅征討の箇所で、高句麗について記載がない、またはほとんど問題とされていないことは不自然である。4世紀末に倭国が新羅侵攻を行ったことは事実であるが、当時の倭国の最大の強敵は高句麗であったし、4世紀末から5世紀初頭における半島進出が伝承として記載されるのであれば、「建国まもない弱小の新羅に対する勝利よりも、強大勇武な高句麗との決戦の物語が伝承されるのが当然ではなかろうか」とし、新羅征討のみが伝承されたことと、高句麗との決戦が伝承されなかったことに着目し、三韓征伐の記述が成立した背景について、直木は、「5世紀末期以来、新羅が強大になり、日本の半島支配が動揺してきたため、日本の半島における支配権、とくに新羅に対する優越性を歴史的に基礎づける必要」が出て来たとした。
神功皇后の実在性
また、神功皇后の実在性について、神功皇后は仲哀天皇の死後、政治軍事の実権を握り、応神天皇を出産したあとも、政権の中心にあったと記録されているが、推古天皇の即位以前にこのような女帝が登場する例がないことなどから、推古時代以降の女帝をモデルとして構想されたのではないかという説を提唱した。また、神功皇后自らが軍を指揮している点については、7世紀中葉に斉明天皇が百済救援と新羅攻撃のために北九州に出征したことが唯一の例であり、不自然であるとも指摘している。
このように直木は、新羅打倒について6世紀以来、朝廷内部に存した願望が原動力となって、新羅征討の物語になったとする。また、日本による新羅支配の正当性を根拠づけるためにも、征討に際して出征する将士の士気を鼓舞するために、対新羅関係の険悪となった推古朝および斉明・天智朝の現実の要求が、物語の形成を促進したとし、津守氏と住吉神社や香椎宮など様々な伝承が加えたと主張している。三韓征伐説話は、新羅が日本へ朝貢していたことや、日本が朝鮮半島で闘った記憶、女帝・斉明天皇が新羅遠征のために筑紫朝倉宮まで行幸した故事を元に、創作・脚色されたものとしている（上田正昭、直木孝次郎説）。
この直木による仮説と解釈については、井上光貞が同昭和34年に刊行された『真説日本歴史 二巻 万葉の世の中』の座談会において批判したが井上光貞は、直木説を基本的に認めており、神功皇后の物語が完成したのは、斉明天皇が660年に筑紫に遷幸し唐と新羅の戦いに備えた7世紀以降の事だと述べている(『日本国家の起源』)。その後、藤間生大、米沢康、岡本堅次、吉井良隆、二宮正彦、塚口義信の研究が続いた。

### 新羅の「蕃」視
田村圓澄は神話の造作時期を天武 - 持統期とし、当時の新羅は倭国への従属から抜け出し新羅王と倭王が対等であったが、日本は律令国家を構築する中で倭を日本に、倭王を天皇に変更し、対する新羅王、新羅を「蕃」と規定、その一環として三韓征伐が造作されたと主張する。
鈴木英夫は『日本書紀』編纂時の新羅「蕃国」視によって、「在安羅諸倭臣」は百済王の統制に服し、倭王権の派遣軍は百済の「傭兵」的性格を帯びていたと主張し、その事実が誇張・拡大されて「任那日本府」の存在や倭王権の「官家」たる百済・「任那」の従属を核とする内容の中国王朝の史書『宋書、梁書』にある記述が成立したと主張する。
なお、この他国を「蕃国」視する意識の成立に関しては、堀敏一は『日本書紀』が朝鮮諸国の「朝貢」を記しているが、中華意識では到来するものすべてを朝貢と認識すると指摘する。山内弘一はこのような天下的世界認識は中華文明を同様に受容した新羅にも存在したことを指摘している。

### 梁職貢図の発見
2011年、失われていた梁職貢図が発見された。同書には新羅について韓や倭の属国であったと記載されており、三韓征伐に一定の裏づけを与えるものとなっている。

### 当時の国力の国際比較

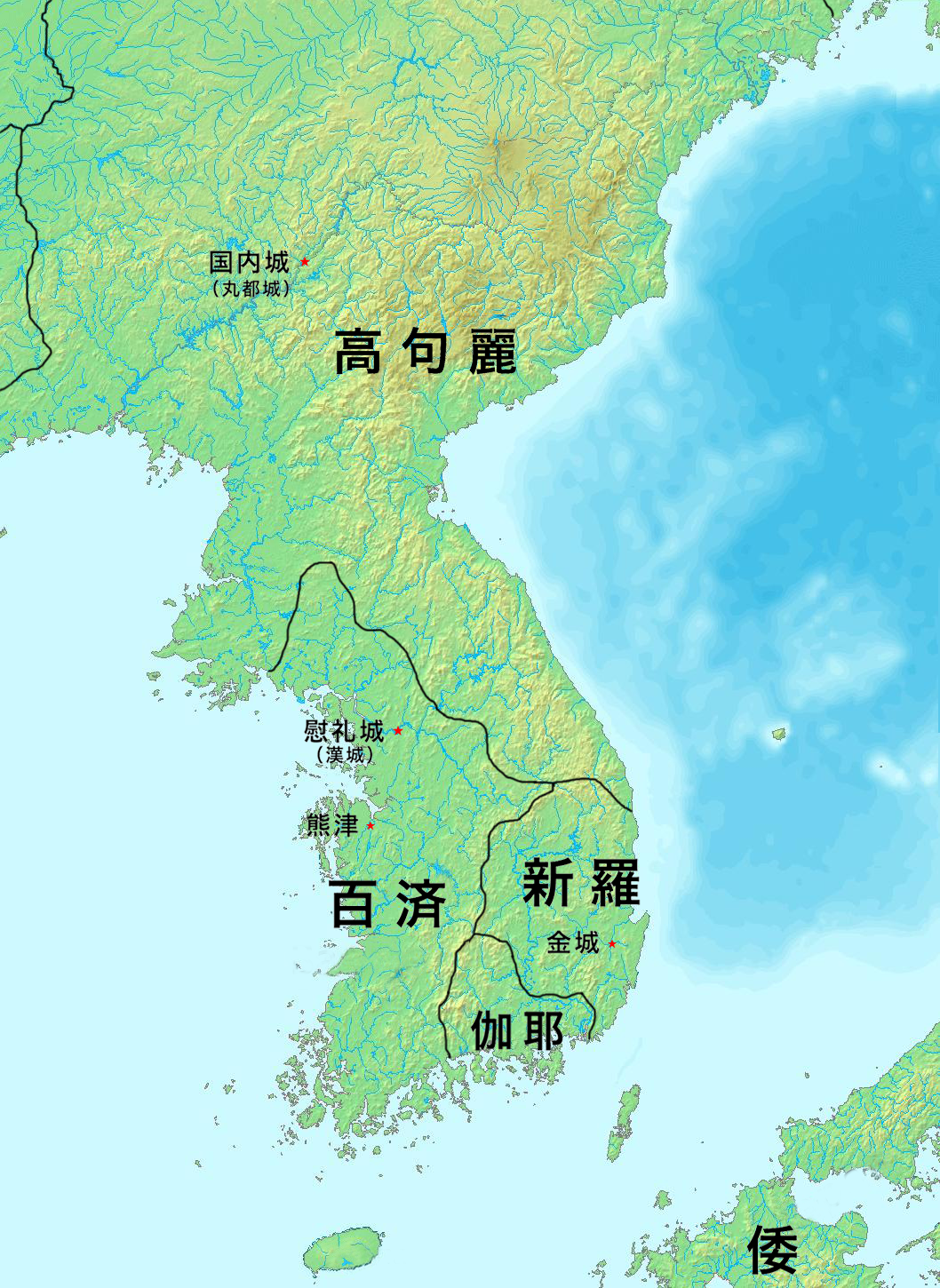
375年頃の半島図

また武光誠は、4世紀から5世紀にかけての新羅と百済は、高句麗と倭国に比べて、国力も領土も弱小であったことに注意すべきであるとしている。当時の新羅の領域は北九州と同程度で、百済も新羅の二倍程であった。また、新羅にとって、自国と同程度の広さの北九州と中国・四国・近畿地方を領土とする大和朝廷は脅威であった。

## 専門外の学者による異説
比較文学・文化学者である上垣外憲一は、『日本書紀』の記述中朝鮮半島関係の造作は特に著しいとして、その理由は『日本書紀』編纂が白村江の戦いで唐・新羅連合軍に敗戦したことを背景にしていると指摘している。
また、上垣外はここでいう「倭国」を、下関にあった新羅系の国であったイツツヒコ王国とした上で、朝鮮史書『新羅本紀』に依って、344年2月に通婚（婚姻による同盟）を新羅王に断られた倭国が激怒し、翌345年、国交を断絶し、346年には大規模な新羅侵攻を行い、慶州の金城を包囲したとしている。イツツヒコ王国は新羅軍によって敗れ、配下にあった出雲王国も離反し、没落・消失したとした。さらに上垣外は、神功皇后による新羅征討とは、まずはこの弱体化した下関のイツツヒコ王国の打倒戦争であったとしている。